# Tahsim Durgun
Tahsim Durgun (* 9. November 1995 in Oldenburg) ist ein deutscher Content Creator und Buchautor. Er wurde durch seine TikTok-Videos über die deutsche Sprache, migrantische Lebenswelten und gesellschaftspolitische Themen bekannt.

## Leben und Ausbildung
Durgun wuchs als zweitältestes von vier Geschwistern in Oldenburg auf. Seine Eltern sind jesidische Kurden, die aus der Türkei nach Deutschland emigrierten. Seine Erfahrungen im deutschen Bildungssystem, darunter auch der Umgang mit Rassismus, prägten maßgeblich seine spätere Karriere und seinen Aktivismus.
Durgun besuchte zunächst die Integrierte Gesamtschule (IGS) Flötenteich und wechselte später zur Realschule Hochheider Weg. Im Jahr 2015 erlangte er das Abitur und begann direkt danach ein Lehramtsstudium für Germanistik und Geschichte an der Universität Vechta. Nach zwei Jahren wechselte er im Winter 2018 an die Carl von Ossietzky Universität Oldenburg, um dort das Studium fortzusetzen. 2019 schloss er seinen Bachelor ab. Seine Bachelorarbeit befasste sich mit der Wertewelt der Weißen Rose.

## Künstlerische Laufbahn
Während der Corona-Pandemie startete Durgun mit der Veröffentlichung von Videos auf der Social-Media-Plattform TikTok. Sein erstes Video zeigte ihn beim Schreiben einer Hausarbeit über Kommasetzung, was großen Anklang fand.
Ab 2022 baute Durgun seine Online-Präsenz weiter aus und fokussierte seinen Content zunehmend auf migrantische Lebenswelten und gesellschaftliche Themen. Im Januar 2024 thematisierte Durgun auf TikTok die Correctiv-Recherchen zum Treffen von Rechtsextremisten in Potsdam 2023. Es enthielt die satirischen „Top 3 Verstecke bei Massenabschiebungen“. Dieses Video wurde vom SPD-Abgeordnetem Takis Mehmet Ali im Bundestag  zitiert.
Mit dem wachsenden Erfolg auf TikTok folgten diverse Auftritte in Fernsehsendungen. Durgun wurde für Interviews und Porträts in Zeitungen angefragt und erhielt Gastauftritte in TV-Formaten wie ZDF Magazin Royale, Deep und deutlich, Neo Ragazzi und Böhmi brutzelt.
Seit April 2024 moderiert Durgun das Interviewformat Tahsims Interviewformat, welches für das Content-Netzwerk funk produziert wird. In diesem Format lädt er Prominente, Creator und weitere Gäste ein, um sie mit unangenehmen, zynischen und manchmal absurden Fragen zu konfrontieren. Das Format behandelt Themen wie Migration, Herkunft und den Alltag in Deutschland, wobei auch persönliche Erfahrungen und hypothetische Gedankenspiele eine Rolle spielen. Gäste waren unter anderem der Comedian Felix Lobrecht und die Rapperin Nura.
Im März 2025 veröffentlichte Durgun sein biographisches Buch Mama, bitte lern Deutsch. Das Werk erreichte große mediale Aufmerksamkeit und belegte über einen Zeitraum von zwölf Wochen den ersten Platz der deutschen Bestsellerliste.

## Veröffentlichungen
- Tahsim Durgun: Mama, bitte lern Deutsch. Droemer Knaur, 2025, ISBN 978-3-426-56114-0.

## Auszeichnungen
- 2024: Grimme Online Award in der Kategorie „Publikumspreis“[5]
- 2024: Blauer Panther – TV & Streaming Award in der Kategorie „Publikumspreis für den beliebtesten Social Media Content“[6]
- 2024: VideoDay Award in der Kategorie „Creator of the Year“
- 2024: GermanDream Award in der Kategorie „German Dreamer“
- 2024: Just Another Award in der Kategorie „Social Creator / Channel“
- 2025: 9:16 Award in der Kategorie „Bester Videopodcast“